# Resurrecció del fill d'una vídua de Naïm
La ressurrecció del fill d'una vídua de Naïm és un dels miracles de Jesús narrats a l'evangeli segons Lluc (Lluc 7:11-17).

## Narració
Jesús anà a Naïm i a les portes es va trobar amb una comitiva que anava a enterrar un jove mentre la seva mare plorava al seu costat. Jesús se'n compadí i manà al noi que s'aixequés, fet que succeí immediatament. Tant la multitud que seguia Jesús com la gent del poble quedaren meravellats i començaren a escampar la notícia.

## Anàlisi
Aquest miracle té una estructura molt similar a d'altres: Jesús actua mogut per la compassió i és una ordre verbal seva la que posa en marxa el prodigi, amb una invocació semblant a la que apareix a la curació del paralític. La ressurrecció de joves per pietat de la mare apareix ja a l'Antic Testament, en mans d'Elies i Eliseu i, per tant, entronca Crist amb els profetes anteriors, però superant-los en poder. Als evangelis només apareixen dues ressurreccions més: la resurrecció de Llàtzer i la resurrecció de la filla de Jaire.